# Новый Кроншлот (гукор)
«Новый Кроншлот», «Ново-Кроншлот» или «Кроншлот» — парусный гукор Балтийского флота Российской империи, участник Северной войны 1700—1721 годов.

## Описание судна
Парусный гукор с деревянным корпусом. Длина судна между перпендикулярами по сведениям из различных источников составляла 30,3—30,34 метра, ширина — 8,5 метра, а глубина интрюма 3,5 метра. Вооружение судна в разное время могли составлять от двенадцати до шестнадцати 6-фунтовых орудий, а экипаж состоял из 120 человек.

## История службы
Гукор «Новый Кроншлот» был приобретен в Голландии в 1717 году для нужд Балтийского флота России. В августе того же года перешел из Копенгагена в Ревель с принятыми на русскую службу во Франции «мастеровыми людьми» на борту.
Принимал участие в Северной войне. В кампанию 1719 года совершил плавание с флотом в Аландские шхеры и дважды направлялся Петром I от Ламеланда с корреспонденцией для графа Ф. М. Апраксина. В 1720 году принимал участие в крейсерских плаваниях в Финском заливе в составе отрядов. В кампанию 1722 года с июня по сентябрь периодически выходил в плавания под штандартом императора Петра I, в том же году использовался для перевозки пленных шведов в Стокгольм. После войны совершал торговые плавания в европейские страны, использовался для грузовых перевозок между портами Финского залива и практических плаваний в том же заливе.
В кампанию 1723 года входил в состав отряда кораблей Балтийского флота, готовившегося совершить плавание в Испанию. 17 (28) августа отряд вышел из Кронштадта и 18 (29) августа пришёл в Ревель, где остался на зимовку. Однако поход в Испанию был отменён и гукор в следующем 1724 году остался в Ревеле, где его подготовили для плавания во Францию с российскими товарами. 8 (19) сентября 1724 года гукор под торговым флагом вышел из Ревеля и 19 (30) ноября прибыл в Ла-Рошель. После чего 25 ноября (6 декабря) перешел в устье реки Жиронда, а 3 (14) декабря — в Бордо. 30 июля (10 августа) 1725 года ушёл из Бордо и 29 сентября (10 октября) того же года вернулся в Кронштадт.
В июле и августе 1727 года в составе отряда совершил плавание в Киль, также в кампанию этого года ходил в Ригу. В кампанию 1728 года состоял на грузовых перевозках между портами Финского залива, в в кампанию 1729 года ходил в Голландию с государственными товарами — грузом поташа и смольчуга — «для коммерции».
В 1731 году с июня по октябрь находился в составе в составе Кронштадтской эскадры, которая совершила плавание в Киль за лошадьми, также ходил в Ригу.
15 (26) мая 1734 года в составе отряда кораблей Балтийского флота под общим командованием капитана И. Г. Черевина вышел из Кронштадта в Архангельск. Корабли отряда дошли до Данцига, но из-за присутствия в Балтийском море эскадры французского флота, вынуждены были повернуть назад и 20 июня (1 июля) пришли в Ревель, где остались на зимовку. В следующем 1735 году с марта по май гукор в составе того же отряда перешел из Ревеля в Архангельск. С 12 (23) июля 1736 года по 5 (16) мая 1737 года подвергся тимберовке на Соломбальской верфи и 15 (26) мая 1737 года был спущен на воду. В том же году в составе отряда перешел из Архангельска в Кронштадт.
В кампанию 1739 года в октябре вышел из Кронштадта в Архангельск с артиллерийскими снарядами на борту, однако из-за открывшейся течи был вынужден зайти в Ревель, где остался на зимовку. В следующем 1740 году с мая по август перешел из Ревеля в Архангельск. В кампанию 1741 года совершил плавание из Архангельска в Колу и обратно.
19 (30) июля 1742 года в составе эскадры под командованием вице-адмирала П. П. Бредаля покинул Архангельск и взял курс на Балтику. 11 (22) августа эскадра попала в сильный шторм, во время которого гукор разлучился с остальными кораблями и продолжил плавание самостоятельно. На зимовку «Новый Кроншлот» остался в Христианзанде, весной следующего 1743 года перешёл в Копенгаген, где присоединился к эскадре под командованием капитана В. Ф. Люиса и вместе с неё вернулся в Кронштадт.
В июле и августе 1744 года находился в составе практической эскадры Балтийского флота, совершавшей плавания в Финском заливе. В том же году совершил плавание из Кронштадта в Стокгольм. В кампанию 1745 года ходил из Кронштадта в Данциг и Любек.
В кампанию 1746 года состоял на грузовых перевозках между Кронштадтом и Ревелем.
По окончании службы после 1755 года гукор «Новый Кроншлот» был разобран.

## Командиры судна
Командирами гукора «Новый Кроншлот» в составе российского флота в разное время служили:
- поручик, а с 7 (18) января 1720 года капитан-лейтенант В. М. Арсеньев (1719—1721 годы[комм. 6])[22];
- лейтенант М. Кисилев (1722 год)[23];
- лейтенант В. Шапкин (1723—1725 годы)[8];
- лейтенант П. Сомов (1727 год)[9];
- лейтенант М. Протопопов (1729 год)[10];
- лейтенант П. Баренсен[комм. 7] (1731 год)[11];
- капитан полковничьего ранга А. В. Дмитриев-Мамонов (1734—1735 годы)[13];
- лейтенант майорского ранга В. Палицын (1737 год)[24];
- лейтенант галерного флота В. Винков (1739—1740 годы)[25];
- капитан полковничьего ранга князь П. А. Барятинский (1741 год)[26];
- лейтенант галерного флота В. Винков (1742—1743 годы)[25];
- лейтенант Т. Макензи (с 1744 года до июля 1745 года)[18];
- лейтенант И. М. Пущин (с июля 1745 года)[27];
- лейтенант майорского ранга И. Шепелев (1746 год)[28].

### Комментарии
1. ↑  99 фута 6,5 дюймов[1].
2. ↑  По другим данным в секретную Мадагаскарскую экспедицию[8].
3. ↑  Отряд состоял из фрегата «Амстердам-Галей», гукора «Новый Кроншлот» и флейта[12].
4. ↑  По другим данным в Кронштадт[13].
5. ↑  Всего эскадра состояла из 10 судов, большая часть судов во время шторма получила сильные повреждения и была вынуждена вернуться к Кильдюину[16].
6. ↑  По сведениям из «Общего морского списка» Ф. Ф. Веселаго в 1720 году командовал другим судном — фрегатом «Винд-Хунд»[5], однако в справочниках «Российский парусный флот» А. А. Чернышёва и «Список русских военных судов с 1668 по 1860 год» Ф. Ф. Веселаго первый фрегат российского флота с таким наименованием был спущен на воду только в 1724 году[20][21].
7. ↑  Также встречается вариант написания фамилии Баренс[11].